# 七里御浜

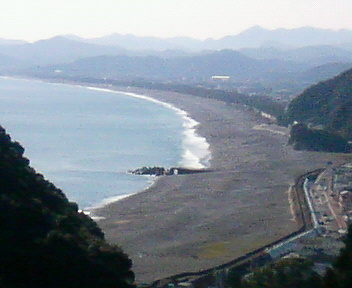
松本峠から見た七里御浜

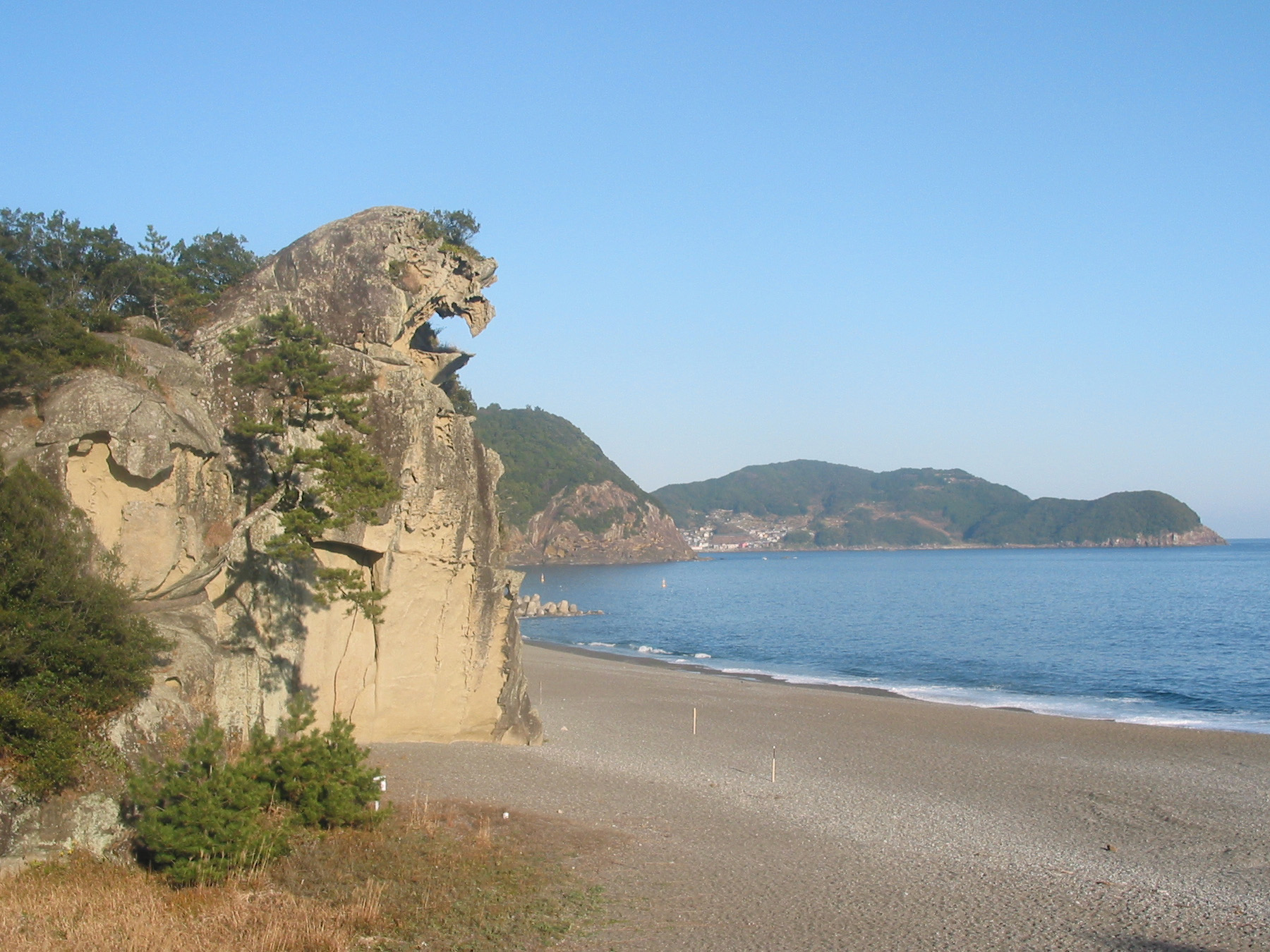
七里御浜北部の獅子岩（左）と鬼ヶ城（中央奥）

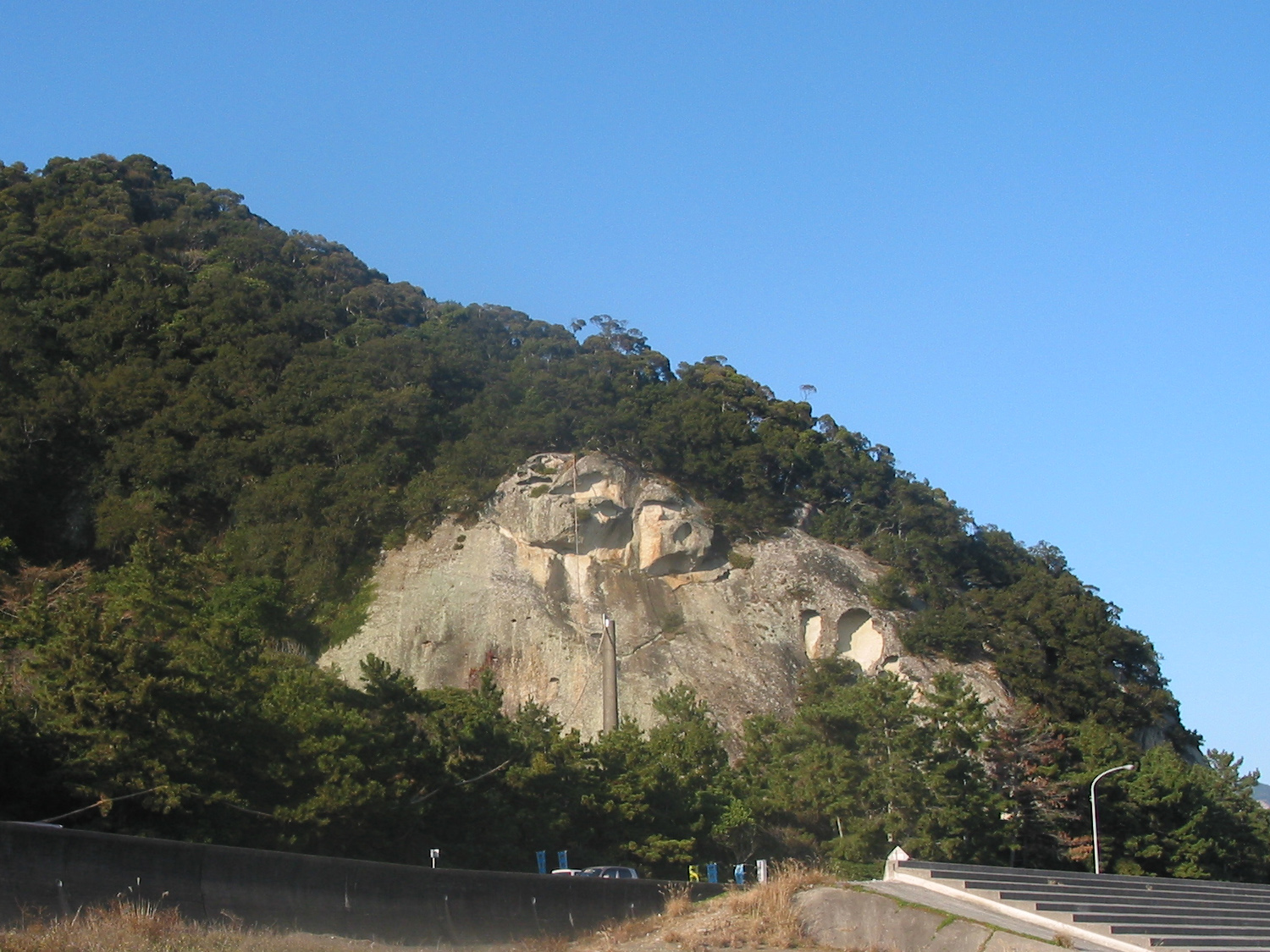
七里御浜からみた花窟神社神体の巨岩

七里御浜（しちりみはま）は三重県の熊野市から紀宝町にかけてある、熊野灘に面した浜。吉野熊野国立公園内に位置しており、七里御浜風致探勝林がある。

## 地理
「七里」は海岸の長さに由来しており、約25km続く海岸は日本で一番長い砂礫海岸となっている。景勝地として知られており日本の渚百選や日本の白砂青松百選に選定されている。強い潮風から守るために植栽された松林が続き、1983年に21世紀に残したい日本の自然100選に選ばれた。
紀宝町側の井田海岸には、産卵のためアカウミガメが上陸する。毎年5月1日から9月30日までの間はウミガメの産卵、ふ化を保護する為、自動車やバイク等の海岸への乗り入れが規制される。
七里御浜では4月末から5月5日まで約1kmにわたって鯉のぼりを上げるイベントが開催されていたが、高齢化のため2023年で終了することになった。

## 浜街道
七里御浜は「浜街道」として峠越えが連続する熊野古道伊勢路の中で唯一海岸線を通る道となっている。熊野市から御浜町を経て紀宝町に至る約26.6km（歩行時間約9時間）の道のりである。浜街道は海岸伝いの道ではあるが、近代以降に整備されるまで橋のなかった志原川河口では命を落とす巡礼者もいた。

## 名所
- 鬼ヶ城
- 獅子岩
- 花窟神社

## 交通
- JR東海紀勢本線 熊野市駅から徒歩10分で七里御浜の最北部（獅子岩付近）に到達できる。

## 周辺情報
- 木本神社